# Boszczynek
Boszczynek – wieś sołecka w Polsce, położona w województwie świętokrzyskim, w powiecie kazimierskim, w gminie Skalbmierz.
| SIMC    | Nazwa        | Rodzaj    |
| ------- | ------------ | --------- |
| 0267683 | Gaik         | część wsi |
| 0267690 | Nowa Wieś    | część wsi |
| 0267708 | Pod Bełzowem | część wsi |
| 0267714 | Stara Wieś   | część wsi |

W latach 1975–1998 miejscowość należała administracyjnie do województwa kieleckiego.
Do 1954 roku siedziba gminy Boszczynek. W latach 1954–1972 wieś należała i była siedzibą władz gromady Boszczynek.
W Boszczynku działa Ochotnicza Straży Pożarna, która została załoźona w 1922. W lipcu 2023 obchodziła jubileusz 100 lat działalności.